# Julio Seijas

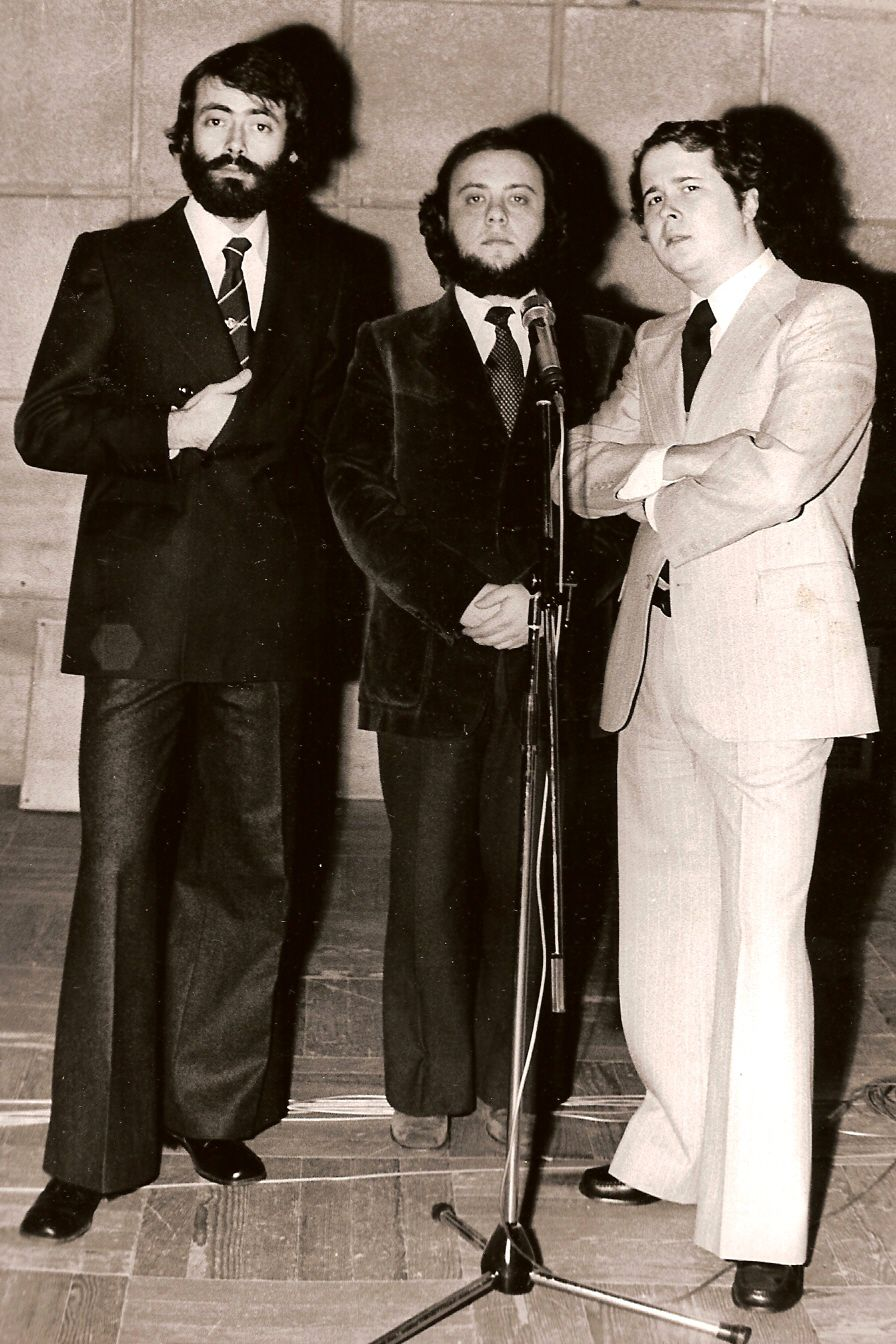
Por orden: Luis Gómez-Escolar, Julio Seijas y Honorio Herrero

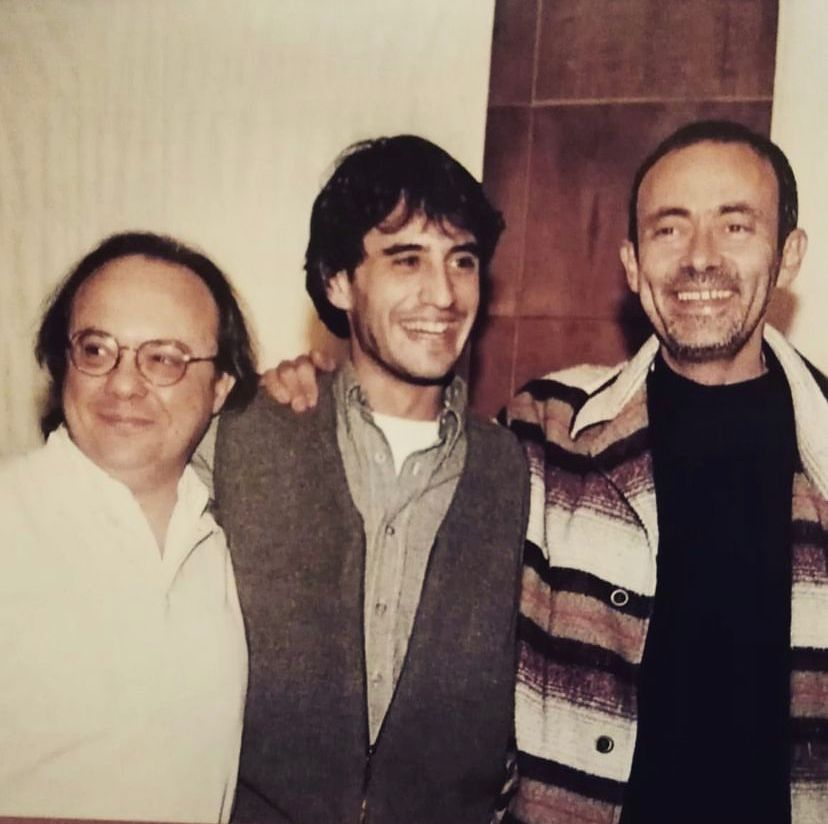
Por orden: Julio Seijas, Sergio Dalma, Luis Gómez-Escolar. 1991.

Julio Seijas Cabezudo (Madrid, 1949-Ibidem, 26 de agosto de 2021) fue un músico, compositor y productor español. El grueso de su trabajo fue en los años 70, 80 y 90 durante los cuales compuso y/o produjo canciones de gran éxito de artistas como Sergio Dalma, Cecilia, Luis Miguel, Camilo Sesto, Rocío Jurado o Chayanne. Durante sus inicios como músico formó parte de distintas bandas de música, entre ellas La Compañía y Aguaviva, y fue miembro fundador de grupos como La Charanga del Tío Honorio o Expresión (junto a Cecilia).

## Inicios musicales
El primer grupo de música que formó, llamado Los Surcos, fue con sus amigos del colegio durante su adolescencia. De este grupo también salió Miguel Morales, que sería años después miembro de Los Brincos.
Tras el colegio, compaginó su pasión por la música con la carrera de arquitectura en la Universidad Politécnica de Madrid. Carrera que a los pocos años terminó abandonando para volcarse por completo en la música. 
Empezó a trabajar como guitarrista con su amiga Cecilia, con la que fundó el grupo Expresión, junto a Nacho Sáenz de Tejada. En los años siguientes continuó trabajando con Cecilia en sus discos en solitario cuando esta adquirió su nombre artístico.
A principios de los 70 formó parte del grupo Aguaviva, un grupo intelectual y reivindicativo, políticamente incorrecto para el franquismo y que sufrió la censura de la época. Entre otros, interpretaban poemas de Rafael Alberti o Federico García Lorca.
Tras la disolución del grupo, pasó a formar parte del grupo La Compañía, pero siguió trabajando con dos miembros de Aguaviva, Honorio Herrero y Luis Gómez-Escolar. Con ellos formó el grupo La Charanga del Tío Honorio, que les llevaría a las listas de éxitos en España, a pasar por Televisión Española y a decenas de galas. Este género musical, que denominaron rock rural ("roz rurá"), fue posteriormente replicado por artistas como Fernando Esteso («La Ramona») o Andrés Pajares («El conejo de la Loles»).
Además, durante la segunda mitad de los años 70 el trío de amigos empezó a componer canciones para otros artistas, como Desmadre 75 («Saca el güisqui, Cheli») o Los Golfos («Qué pasa contigo, tío»). Esta época marcó el inicio de una larga carrera como compositor y productor.

## Carrera como compositor y productor
Tras sus inicios musicales, centró su trabajo en la composición y grabación durante varias décadas, trabajando en más de 500 obras en varios países a lo largo del último cuarto del siglo XX y principios del XXI. Con este trabajo, Julio Seijas fue parte de varias decenas de Discos de Platino en su trayectoria profesional.
Sus canciones han pasado por multitud de galas y festivales, incluyendo Eurovisión (cuarto puesto con «Bailar Pegados» de Sergio Dalma), la OTI (segundo puesto con «Ay, Ay Amor» de la Pequeña Compañía) o el Viña del Mar (ganador de la competencia internacional en 1980 con «Dudando, dudando», canción interpretada por Juan Sebastián).

## Canciones
Algunas de sus obras del extenso repertorio que ha compuesto y/o producido son:
| Artista             | Canción                                    |
| ------------------- | ------------------------------------------ |
| Sergio Dalma        | «Bailar Pegados»                           |
| Sergio Dalma        | «Galilea»                                  |
| Sergio Dalma        | «La Marca de tus Labios»                   |
| Sergio Dalma        | «Amor Descafeinado»                        |
| Sergio Dalma        | «Princesa»                                 |
| Camilo Sesto        | «Miénteme»                                 |
| Camilo Sesto        | «Y... No»                                  |
| Luis Miguel         | «Palabra de Honor»                         |
| Rocío Jurado        | «Muera El Amor»                            |
| Rocío Jurado        | «A Pesar De Todo»                          |
| Miguel Bosé         | «Sin Ton Ni Son»                           |
| Antonio y Carmen    | «Sopa de Amor»                             |
| Antonio y Carmen    | «La Leyenda de Dos Mundos»                 |
| Antonio y Carmen    | «Sol Para Dos»                             |
| Antonio y Carmen    | «Angora»                                   |
| Chayanne            | «Te Deseo»                                 |
| Chayanne            | «Daría Cualquier Cosa»                     |
| Mocedades           | «Claro que si»                             |
| Dyango              | «Corazón Mágico»                           |
| Dyango              | «Esta Noche Quiero Brandy»                 |
| Dyango              | «Antes de ti»                              |
| Dyango              | «Esa Mujer»                                |
| Massiel             | «Todo lo que cambié por ti»                |
| Massiel             | «Volverán»                                 |
| Massiel             | «La última bandera»                        |
| Massiel             | «Poco después de las 12 de un 20 de Marzo» |
| Sylvia Pantoja      | «18 Primaveras»                            |
| Sylvia Pantoja      | «Cuéntaselo»                               |
| Sylvia Pantoja      | «Suspiros»                                 |
| Bertín Osborne      | «Besando»                                  |
| Bertín Osborne      | «Quien sería yo si me dejaras tú»          |
| Raffaella Carrà     | «No te cases con un torero»                |
| Raffaella Carrà     | «Chicos, Chicos»                           |
| Jeanette            | «Loca por la música»                       |
| Jeanette            | «Sinceridad»                               |
| Jeanette            | «Daría cualquier cosa»                     |
| Azúcar Moreno       | «Amor Latino»                              |
| La Pequeña Compañía | «Ay, Ay Amor»                              |
| Gloria              | «Contra Viento y Marea»                    |
| Manu Tenorio        | «Tu Piel»                                  |
| Cecilia             | «Diálogos»                                 |
| La Plata            | «Por Ti»                                   |
| La Plata            | «Nada De Nada»                             |
| La Plata            | «Piel de Invierno»                         |